# Elizabeth Mitchell

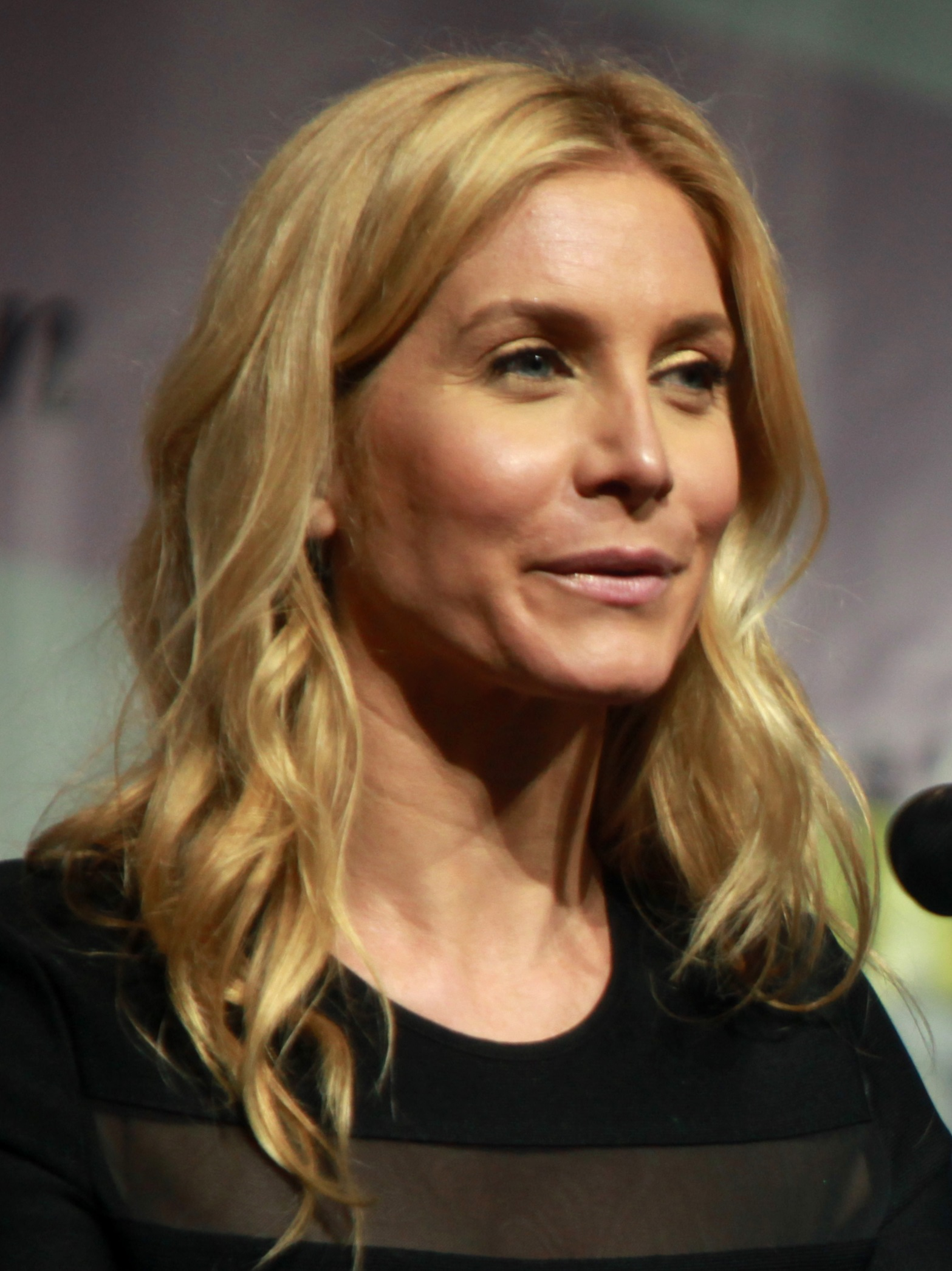
Elizabeth Mitchell bei der WonderCon 2014

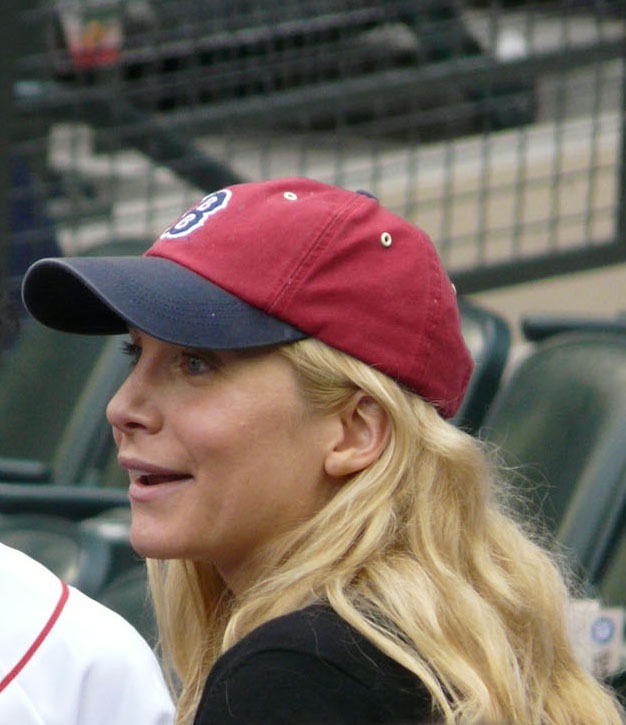
Safeco Field in Seattle, 28. Mai 2008

Elizabeth Mitchell (* 27. März 1970 in Los Angeles, Kalifornien als Elizabeth Joanna Robertson) ist eine US-amerikanische Schauspielerin.

## Leben
Als Mitchell ein Jahr alt war, zogen ihre Eltern von Los Angeles nach Dallas, Texas. Dort kamen auch ihre beiden Schwestern zur Welt. Die Eltern waren Steueranwälte mit eigener Firma. In Dallas besuchte Elizabeth Mitchell die Booker T. Washington High School for Performing and Visual Arts. Auf dem Stephens College in Columbia, Missouri, und auf der British American Drama Academy in London studierte sie Schauspiel. Ihr Studium schloss Mitchell mit dem akademischen Titel des Bachelor of Fine Arts (BFA) ab.
Von 2004 bis 2013 war Mitchell mit dem Schauspieler Chris Soldevilla verheiratet. Gemeinsam haben sie einen Sohn (* 2005).

## Werk
Mitchells erste Berufsjahre waren hauptsächlich von Bühnenauftritten in Großbritannien und in den USA geprägt. Sie war sechs Jahre lang Mitglied des Dallas Theatre Centre und ein weiteres Jahr bei der Theatergruppe Encore Company, wo sie beispielsweise in Stücken wie, Baby und Chicago auftrat. Weitere Theateraufführungen, in denen Mitchell mitwirkte, waren A Funny Thing Happened on the Way to the Forum („Toll trieben es die alten Römer“), Measure for Measure (Maß für Maß) und As You Like It (Wie es euch gefällt).
1993 erhielt Mitchell ihre erste Rolle in einer Fernsehproduktion, in einer Folge der Serie Dangerous Curves. Den filmischen Durchbruch erlebte sie 1998 an der Seite von Angelina Jolie in dem Spielfilm Gia. In diesem biographischen Film über das Leben des bisexuellen Topmodels Gia Carangi verkörpert Elizabeth Mitchell deren Geliebte Linda. Während der Dreharbeiten zu dem Fantasy-Thriller Frequency (2000) mit Dennis Quaid und James Caviezel erlitt sie einen Unfall und brach sich die Nase. An der Seite von Tim Allen spielte sie Carol Newman in Santa Clause 2 (2002) und vier Jahre später Mrs. Claus in Santa Clause 3. Diese Rolle übernahm sie erneut 2022 in Santa Clause: Die Serie. Auch im US-amerikanischen Serienerfolg Emergency Room hatte sie wiederkehrende Gastauftritte und wirkte unter anderem in Chaos City, Boston Legal und Dr. House mit. Seit Beginn der dritten Staffel (2006) gehörte sie als Dr. Juliet Burke zur Stammbesetzung von Lost. Von 2009 bis 2011 spielt sie die Hauptrolle in der ABC-Serie V – Die Besucher. Im Juli 2012 erhielt sie eine Hauptrolle in der NBC Actionserie Revolution als Rachel Matheson. Diese spielte sie bis 2014. Es folgten weitere Film- und Fernsehrollen, darunter 2016 in The Purge: Election Year, The Expanse (2018 sowie 2021) und Outer Banks (2021). Ihr Schaffen umfasst mehr als 50 Produktionen.

## Filmografie (Auswahl)
- 1993: Scharfe Waffen – Heiße Kurven (Dangerous Curves, Fernsehserie, Folge 2x12 Rainbow Serpent)
- 1996: Der Sentinel – Im Auge des Jägers (The Sentinel, Fernsehserie, Folge 2x06 True Crime)
- 1997: JAG – Im Auftrag der Ehre (JAG, Fernsehserie, Folge 3x02 The Court-Martial of Sandra Gilbert)
- 1998: Gia – Preis der Schönheit (Gia)
- 1999: Molly
- 2000: Frequency
- 2000: Nurse Betty
- 2000: Die Linda McCartney Story (The Linda McCartney Story)
- 2000–2001: Emergency Room – Die Notaufnahme (ER, Fernsehserie, 14 Folgen)
- 2001: Chaos City (Spin City, Fernsehserie, Folge 6x10 Fight Flub)
- 2001: The Beast (Fernsehserie, 6 Folgen)
- 2002: Santa Clause 2 – Eine noch schönere Bescherung (The Santa Clause 2)
- 2003: CSI: Vegas (CSI: Crime Scene Investigation, Fernsehserie, Folge 3x14 One Hit Wonder)
- 2003, 2011: Law & Order: Special Victims Unit (Fernsehserie, 2 Folgen)
- 2004: Everwood (Fernsehserie, Folge 3x03 Staking Claim)
- 2004: Boston Legal (Fernsehserie, 2 Folgen)
- 2004: Dr. House (House M.D., Fernsehserie, Folge 1x05 Damned If You Do)
- 2006: Running Scared
- 2006: Santa Clause 3 – Eine frostige Bescherung (The Santa Clause 3: The Escape Clause)
- 2006–2010: Lost (Fernsehserie, 53 Folgen)
- 2009–2011: V – Die Besucher (V, Fernsehserie, 22 Folgen)
- 2011: Answers to Nothing
- 2012–2014: Revolution (Fernsehserie, 42 Folgen)
- 2014: Once Upon a Time – Es war einmal … (Once Upon a Time, Fernsehserie, 10 Folgen)
- 2015: Gortimer Gibbon – Mein Leben in der Normal Street (Gortimer Gibbon's Life on Normal Street, Fernsehserie, Folge 2x12 Mel vs. the Future)
- 2015: Crossing Lines (Fernsehserie, 12 Folgen)
- 2016: The Purge: Election Year
- 2016: Dead of Summer (Fernsehserie, 10 Folgen)
- 2018, 2021: The Expanse (Fernsehserie, 12 Folgen)
- 2019: Blindspot (Fernsehserie, Folge 4x19 Everybody Hates Kathy)
- 2019: The Christmas Club (Fernsehfilm)
- 2020: What We Found
- 2021: Queen Bees – Im Herzen jung (Queen Bees)
- 2021: Witch Hunt
- 2021–2023: Outer Banks (Fernsehserie, 11 Folgen)
- 2021:	The Good Doctor (Serie, 1 Folge)
- 2022: First Kill (Fernsehserie)
- 2022: When Time Got Louder
- 2022–2023: Santa Clause: Die Serie (The Santa Clauses, Fernsehserie)
- 2023: Aliens Abducted My Parents and Now I Feel Kinda Left Out

## Auszeichnungen und Nominierungen
Saturn Award
- 2007: Nominierung als beste Nebendarstellerin (Best Supporting Actress in a Television Program) in Lost
- 2008: Beste Nebendarstellerin in Lost[3]